# Discophallus
Discophallus är ett släkte av insekter. Discophallus ingår i familjen Mogoplistidae.
Kladogram enligt Catalogue of Life:
| Discophallus | \| \| Discophallus amplus \| \| \| \| \| \| Discophallus ascension \| \| \| \| \| \| Discophallus myrtleae \| \| \| \| \| \| Discophallus pallidus \| \| \| \| \| \| Discophallus philipi \| \| \| \| |
|              | \| \| Discophallus amplus \| \| \| \| \| \| Discophallus ascension \| \| \| \| \| \| Discophallus myrtleae \| \| \| \| \| \| Discophallus pallidus \| \| \| \| \| \| Discophallus philipi \| \| \| \| |
|              | Discophallus amplus |
|              | |
|              | Discophallus ascension |
|              | |
|              | Discophallus myrtleae |
|              | |
|              | Discophallus pallidus |
|              | |
|              | Discophallus philipi |
|              | |